# Mazedonische Akademie der Wissenschaften und Künste

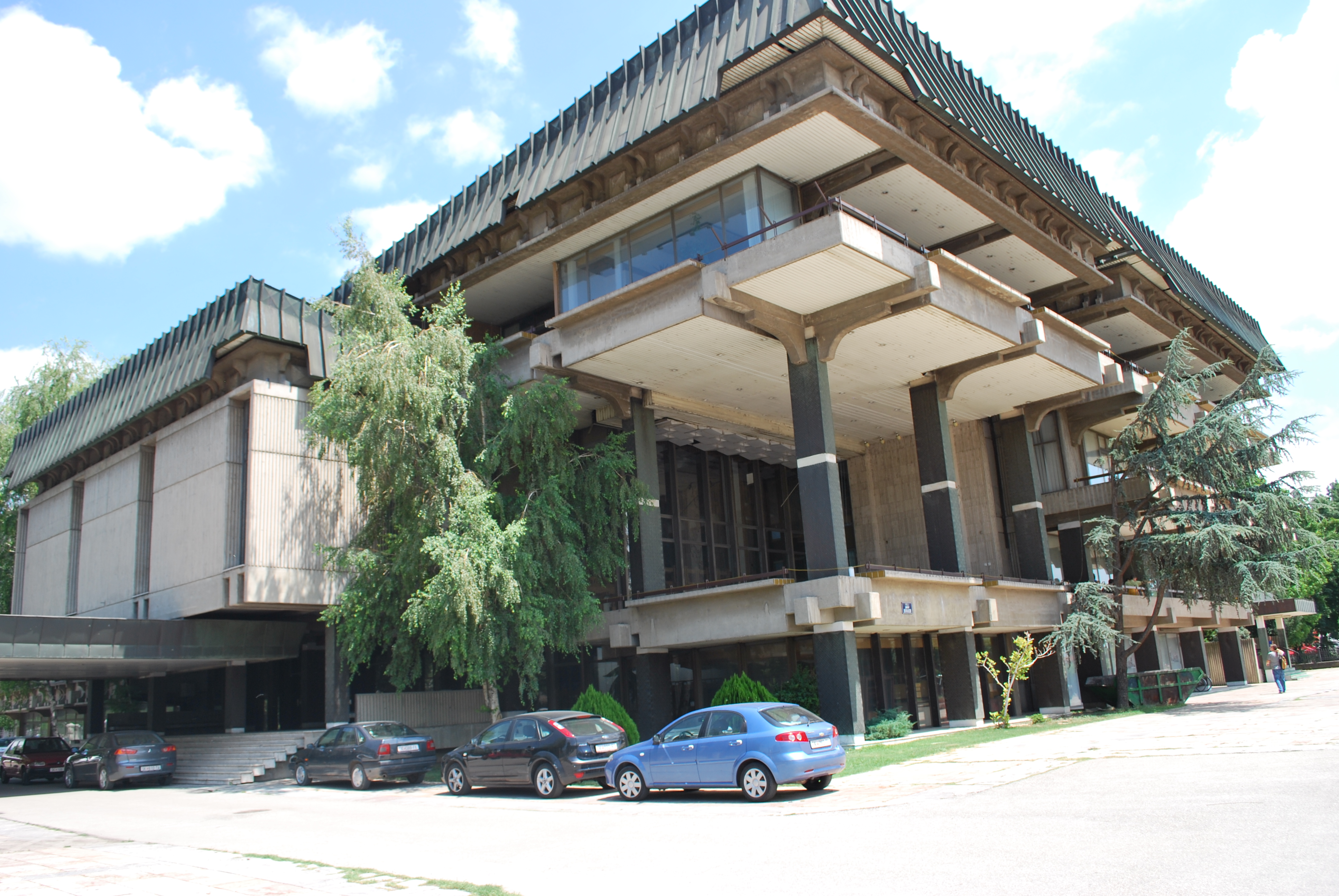
Mazedonische Akademie der Wissenschaften und Künste (2012)

Die Mazedonische Akademie der Wissenschaften und Künste (mazedonisch Македонска Академија на Науките и Уметностите Makedonska Akademija na Naukite i Umetnostite, kurz MANU; albanisch Akademia Maqedonase e Shkencave dhe Arteve) ist die bedeutendste wissenschaftliche und künstlerische Institution Nordmazedoniens. Sie ist eine Akademie der Wissenschaften und wurde am 22. Februar 1967 gegründet. Der Sitz befindet sich in Skopje. Präsident ist Ljupco Kocarev.